# Jamison Gibson-Park
Jamison Ratu Gibson-Park (Isola della Grande Barriera, 23 febbraio 1992) è un rugbista a 15 neozelandese, internazionale per l'Irlanda, che gioca come mediano di mischia nel Leinster.

## Biografia
Nativo dell'Isola della Grande Barriera, Gibson-Park si trasferì all'età di dieci anni presso Gisborne, dove iniziò a giocare a rugby nella Gisborne Boys' High School. Nel 2011 entrò a far parte dell'accademia di Taranaki, formazione con la quale fece il suo debutto professionistico nel corso dell'ITM Cup 2012. L'annata successiva fu incluso nella squadra dei Blues per disputare il Super Rugby 2013. Rimase nella franchigia di Auckland per tre stagioni e, contemporaneamente, giocò con Taranaki fino al 2014, anno in cui vinse il primo National Provincial Championship della storia del club. Nel 2016 passò agli Hurricanes dove restò solo un anno aggiudicandosi il Super Rugby 2016. Al termine della competizione si trasferì in Irlanda al Leinster, con il quale debuttò nel Pro14 e nelle coppe europee nella stagione 2016-2017. L'anno successivo conquistò i primi titoli con la formazione irlandese vincendo il double campionato e Champions Cup. Poi, tra il 2018 e il 2021, si aggiudicò tre edizioni consecutive del Pro14.
A livello internazionale, Gibson-Park giocò otto partite con i Māori All Blacks tra il 2012 ed il 2015. Divenuto eleggibile per l'Irlanda grazie ai tre anni di residenza nel paese, fece il suo debutto in nazionale nell'incontro con l'Italia valido per il Sei Nazioni 2020. Segnò la sua prima meta internazionale, un anno più tardi, nella sfida con il Giappone del novembre 2021. Nelle stagioni successive riuscì ad imporsi come mediano di mischia titolare e fece parte della squadra che conquistò il Grande Slam nel Sei Nazioni 2023.

## Palmarès
- Pro14: 4
Leinster: 2017-18, 2018-19, 2019-20, 2020-21
- Champions Cup: 1
Leinster: 2017-18
- Super Rugby: 1
Hurricanes: 2016
- National Provincial Championship: 1
Taranaki: 2014